# Beverly Shores
Beverly Shores é uma cidade  localizada no estado americano de Indiana, no Condado de Porter.

## Demografia
Segundo o censo americano de 2000, a sua população era de 708 habitantes. 
Em 2006, foi estimada uma população de 737, um aumento de 29 (4.1%).

## Geografia
De acordo com o United States Census Bureau tem uma área de 
15,2 km², dos quais 9,3 km² cobertos por terra e 5,9 km² cobertos por água.

## Localidades na vizinhança
O diagrama seguinte representa as localidades num raio de 12 km ao redor de Beverly Shores. 